# Religious Sisters of Charity

Wappen des Ordens mit dem Motto "Caritas Christi urget nos („Die Liebe Christi treibt uns an“,)

Die Religious Sisters of Charity oder auch Irish Sisters of Charity sind eine Ordensgemeinschaft der römisch-katholischen Kirche, die 1815 in Dublin in Irland von Mary Aikenhead (1787–1858) gegründet wurde.
Der Orden hat seinen Hauptsitz in Harold’s Cross, einer Vorstadt im Süden von Dublin und betreibt Einrichtungen in Irland, Australien, England, Schottland, Zambia, den Vereinigten Staaten, Nigeria und Malawi.

## Geschichte

### Gründung

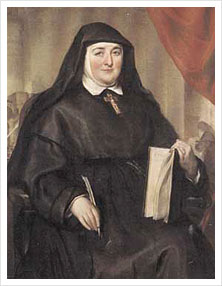
Mary Aikenhead

Der Orden entstand auf Veranlassung von Daniel Murray, dem späteren Erzbischof von Dublin, der Mary Aikenhead mit der Gründung einer Gemeinschaft barmherziger Schwestern in vinzentinischer Tradition beauftragte. Am 1. September 1815 legte sie als erstes Mitglied der neuen Gemeinschaft Profess ab, wobei zusätzlich zu den üblichen drei Gelübden der evangelische Räte (Armut, Keuschheit und Gehorsam), als viertes Gelübde der Dienst an den Armen kam. Aikenhead wurde Generalsuperiorin des Ordens. Die Arbeit des Ordens wurde bereits 1816 von Papst Pius VII. anerkannt, die päpstliche Approbation der Ordenskonstitution erfolgte aber erst 1833 durch Gregor XVI.
Der Orden war nicht klausuriert und die einzelnen Gemeinschaften agieren bis heute weitgehend selbständig. Der erste Konvent wurde 1815 in der North William Street in Dublin eröffnet, 1819 wurde ein weiterer Konvent in der Stanhope Street eröffnet. Weitere Konvente wurden in Dublin und anderen Teilen Irlands eröffnet (1826 Peacock Lane, Cork; 1842 Lady Lane, Waterford; 1844 Clarinbridge, County Galway; 1845 Clonmel, County Tipperary)
Die Aufgaben des Ordens waren die Armenhilfe, die Hilfe für Kranke und Sterbende und die Betreuung von Gefangenen (ab 1821 leisteten Schwestern im Kilmainham Gaol in Dublin seelsorgerische Hilfe bei den Gefangenen).

### Krankenpflege

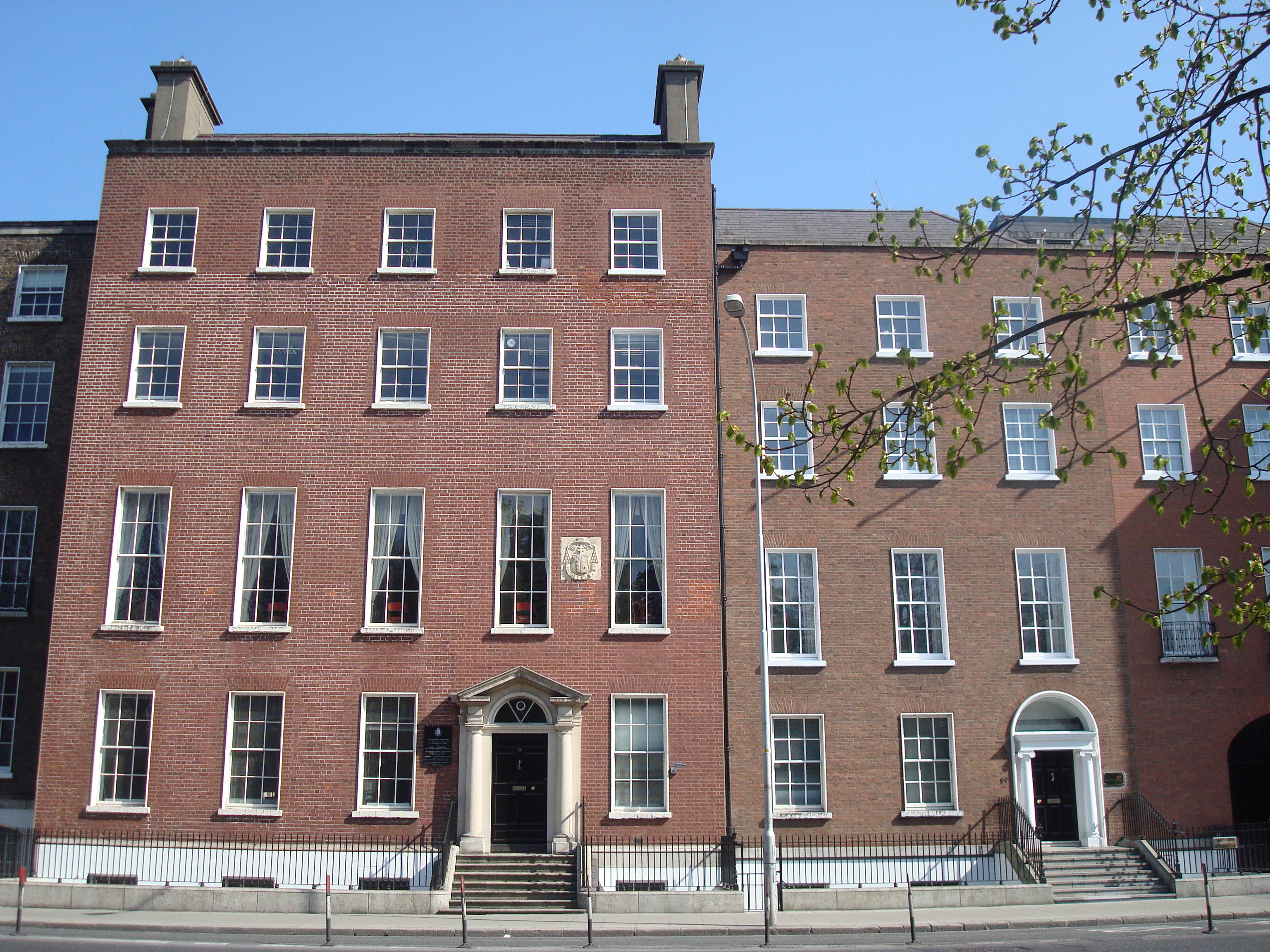
St. Vincent’s Hospital, St. Stephen’s Green

1832 begann der Orden sich in größerem Umfang in der Krankenpflege zu engagieren, als es zu einem Ausbruch der „asiatischen Cholera“ in Irland kam und Erzbischof Murray die Schwestern bat, in dem provisorischen Hospital im Dubliner Stadtteil Grangegorman Hilfe zu leisten. Da die hygienischen und gesundheitlichen Verhältnisse in Dublin zu dieser Zeit katastrophal waren – die Zahl der Fälle von Tuberkulose war doppelt so hoch wie in London und Glasgow, Fälle von Typhus und Masern gab es dreimal so viele wie in London und Dublin hatte die höchste Sterblichkeit von allen europäischen und nordamerikanischen Städten, 1889 nur von Kalkutta übertroffen – beschloss der Orden den Bau eines Hospitals. 1834 eröffnete daher das St. Vincent’s Hospital in St. Stephen’s Green in Dublin (heute das St. Vincent’s University Hospital in Elm park südlich von Dublin), das erste von Frauen betriebene Krankenhaus in Irland.
1845 kaufte der Orden von einer Quäkerfamilie ein Anwesen in Harold’s Cross südlich von Dublin, das die Schwestern von „Greenmount“ in „Our Lady’s Mount“ umbenannten. Mary Aikenhead zog in diese ländliche Gegend, da ihre Gesundheit seit 1831 sich sehr verschlechtert hatte und die Stadt Dublin ihr nicht mehr bekam, und Mutterhaus und Noviziat des Ordens wurden dorthin verlegt. In der Folge wurden dort Gebäude für mehrere Schulen errichtet. Nach einer Pockenepidemie 1879 wurde das Noviziat nach Mount St. Anne’s in Milltown bei Dublin, verlegt, wodurch Platz frei wurde für ein lange geplantes Hospiz. Zu jener Zeit wurden fiebrige, infektiöse oder sterbende Patienten in den meisten Krankenhäusern nicht aufgenommen, weshalb eine Einrichtung für die Betreuung solcher Patienten ein dringlicher Wunsch war. Erste Diskussionen darüber gab es schon zur Zeit von Mary Aikenhead und drei Jahre nach deren Tod waren in Our Lady’s Mount neun Betten für Schwerkranke und Sterbende verfügbar, die Eröffnung des Hospizes erfolgte aber erst unter Anna Gaynor, ab 1879 Mutter Superior in Harold’s Cross. 1880 hatte das Hospiz 40 Betten und am 18. Juli 1886 wurde der Grundstein für ein neues Hospizgebäude gelegt.
Bereits 1879 nahm der erste Arzt, Dr. Dudley White, im Our Lady’s Hospice seine Arbeit auf und 1961 der erste Geriatriker in Irland.
2003 wurde eine auf Palliativmedizin spezialisierte Filiale in Blackrock eröffnet. 2006 wurde ein neuer Ausbildungs- und Forschungszentrum errichtet.
Außerdem befindet sich auf dem Gelände des Hospizes das Mary Aikenhead Heritage Centre, in dem die von Mary Aikenhead in ihren letzten Lebensjahren bewohnten Räume besichtigt werden können und die Geschichte des Ordens und seiner Einrichtungen multimedial vermittelt wird.
1876 übernahm der Orden das 1872 gegründete Temple Street Children’s Hospital in der Upper Buckingham Street, Dublin.

### Expansion nach England, Schottland und Übersee
England und Schottland
Das Engagement der Sisters of Charity in England begann zögernd nach langen Verhandlungen 1840. Eine Gruppe von Schwestern ging nach Preston in Lancashire, um dort arme Kinder zu unterrichten, kehrte jedoch bereits 1848 zurück. Ein erneuter Versuch wurde erst Ende des 19. Jahrhunderts unternommen. Einrichtungen des Ordens in England und Schottland waren bzw. sind (in chronologischer Ordnung):
- St Margaret’s Home, Rock Ferry, Merseyside (1890–2004)
- St. Elizabeth’s Birkenhead, Merseyside (seit 1900)
- St Joseph’s Hospice, Hackney, London (seit 1900, bis 1984 war hier der englische Hauptsitz)[5]
- St Brigid’s convent, Hammersmith, London (1920–1998)
- St Mary’s Convent, Walthamstow, London (1920–2006)
- Convent of The Holy Ghost, Basingstoke, Hampshire (1927–1964)
- St Catherine’s Convent, Bath (1934–1996)
- Walmer, Kent (1936–1940)
- Convent of Our Lady of Lourdes, Knowle, Bristol (seit 1937)
- St. Anne’s Convent, Saltley, Birmingham (seit 1937)
- St Margaret’s, Clydebank, Schottland (seit 1948)
- Convent of the Sacred Heart, Sowerby Bridge, Yorkshire (1953–1998)
- St Teresa’s Convent, Basildon, Essex (1957–1996)
- Assumption House, Airdrie (North Lanarkshire), Lanarkshire (seit 1957)
- Chester, Cheshire (1958–1982)
- Witney, Oxfordshire (1959–1990)
- Ollerton, Nottinghamshire (1960–1988)
- Sutton Hall, Macclesfield, Cheshire (1961–2011)
- Langley, Buckinghamshire (1962–1988)
- Chiswick, London (1984–2010, englische Hauptsitz in dieser Zeit, 2010 nach Acton verlegt)
- Acton, London (seit 1998, seit 2010 englischer Hauptsitz)

Laut Eintrag bei der Charity Commission for England and Wales, einem öffentlichen Register gemeinnütziger Einrichtungen, erzeugte der Orden 2012 Einkünfte in Höhe von über 15 Millionen Pfund und beschäftigte fast 300 Angestellte.
Afrika
Das Engagement des Ordens in Afrika begann 1948, als drei Schwestern in Zambia eintrafen und einen ersten Konvent in Chikuni errichteten. Es folgte 1961 Nigeria und 2011 Malawi, wo die Schwestern eine Gemeinschaft und Hilfsprojekte in Konzalendo etablierten.

### Magdalen Laundries
Beginnend 1993 wurden nach und nach skandalöse Zustände in den irischen Magdalen Laundries („Magdalenwäschereien“) bekannt, das waren Besserungs- und Bewahranstalten für „gefallene Mädchen“, denen sowohl aus erzieherischen Gründen als auch um Einkünfte zu generieren Wäschereibetriebe angegliedert waren, in denen die jungen Frauen arbeiten mussten. Zwei dieser Laundries wurden auch von den Sisters of Charity betrieben:
- St Mary Magdalen’s, Floraville Road, Donnybrook, Dublin: 1796 von einem Mr. Quarterman und Mrs. Brigid Burke als St Mary Magdalen’s Care Centre in der Townsend Street gegründet. Von 1798 bis 1833 unter Leitung einer Mrs. Ryan. 1833 vom übernommen und 1837 nach Donnybrook Castle verlegt. 1992 wurde die Liegenschaft an ein Privatunternehmen verkauft, das dort bis 2006 eine Wäscherei betrieb.
- St Vincent’s, St Mary’s Road, Peacock Lane, Cork: 1808 von Nicholas Therry gegründet. 1845 von dem Sisters of Charity übernommen.

Als Resultat des berichts des Inter-Departmental Committee Investigating State Involvement with the Magdalen Laundries („Interministerielles Komitee zur Untersuchung staatlicher Verwicklung mit den Magdalenenheimen“, nach dem Vorsitzenden Martin McAleese auch als McAleese-Committee bekannt) kündigte
Irlands Regierungschef Enda Kenny im Januar 2013 eine Entschädigung für ehemalige Insassen bekannt.
Die vier Ordensgemeinschaften, die als Betreiber der Magdalen Laundries fungierten, darunter die Sisters of Charity,
erklärten im Juli 2013 in einem Schreiben an den irischen Justizminister Alan Shatter ihre Bereitschaft zur weiteren sachlichen Aufarbeitung.
An dem geplanten, ein Volumen von bis zu 58 Millionen Euro umfassenden Entschädigungsfonds werde man sich finanziell aber nicht beteiligen.